# Staufenberg (Gernsbach)
Staufenberg ist ein Stadtteil von Gernsbach im Landkreis Rastatt in Baden-Württemberg.

## Geographische Lage
Der Schwarzwaldort liegt westlich von Gernsbach im Tal des Hahnbachs, unterhalb der Berge Merkur (669 m), früher Großer Staufenberg genannt, und Kleiner Staufenberg (623 m). Der Ort ist eingebettet zwischen zwei mit Wiesen, Wäldern und Weinreben bedeckten Talflanken. Staufenberg begleitet mit seiner Siedlungsfläche als Straßendorf mit angelagerten Neubaugebieten über zwei Kilometer die Kreisstraße 3766 in Richtung Baden-Baden.

## Geschichte
Staufenberg wurde erstmals 1274 als vinea Stoufenberg schriftlich erwähnt. Es bestand ursprünglich aus zwei getrennten Siedlungen, dem Oberdorf und dem Unter- oder Niederdorf. Als ehemaliges speyrisches Lehen der Grafen von Eberstein blieb Staufenberg auch nach dem Aussterben der Ebersteiner protestantisch und war damit eine der wenigen protestantischen Inseln im badischen Teil des Murgtals. Landwirtschaft und Viehhaltung waren die Haupterwerbsquellen der Staufenberger Bevölkerung. Seit Anbeginn spielte der Weinbau eine bedeutende Rolle. Nachdem dieser im 19. Jahrhundert infolge der großen Konkurrenz unrentabel wurde, betrieben die Staufenberger ab etwa 1840 und bis weit ins 20. Jahrhundert hinein den deutschlandweit ersten kommerziellen Erdbeeranbau.
Am 1. Januar 1971 erfolgte die Eingemeindung von Staufenberg in die Stadt Gernsbach.

## Bildung
Staufenberg besitzt einen städtischen Kindergarten für Kinder zwischen drei und sechs Jahren. Die örtliche Grundschule gibt es seit 1955. Sie ist Stützpunktschule für Lese-Rechtschreib-Schwäche und Rechenschwäche in den Klassen 1 und 2.

## Öffentlicher Nahverkehr
Die Buslinie 244 Baden-Baden – Bad Herrenalb des Karlsruher Verkehrsverbunds (KVV) verbindet Staufenberg unter der Woche im Halb-, am Wochenende im Stundentakt mit Gernsbach, wo S-Bahn-Anschluss Richtung Karlsruhe und Richtung Freudenstadt besteht.

## Wappen
Das Staufenberger Wappen führt in Silber über zwei schräggekreuzten grünen Lorbeerzweigen eine rote Schenkkanne, Henkel links.